# J'invente rien
Pour plus de détails, voir Fiche technique et Distribution.
J'invente rien est un film français de Michel Leclerc, réalisé en 2006. 
Il est tourné en partie à Bagnolet et dans le 12e arrondissement de Paris[réf. nécessaire].

## Synopsis
N'ayant jamais eu d'ambition dans la vie, un trentenaire désœuvré comprend que sa compagne n'en peut plus de le voir aussi apathique. Voulant sauver sa vie de couple, il tente de se trouver un but.

## Fiche technique
- Titre : J'invente rien
- Réalisation : Michel Leclerc
- Scénario : Michel Leclerc
- Musique : Jérôme Bensoussan
- Année : 2006
- Genre : comédie
- Durée : 87 minutes
- Format : couleur
- Pays de production :  France
- Date de sortie : France : 16 août 2006

## Distribution
- Kad Merad : Paul Thalman
- Elsa Zylberstein : Mathilde Mahut
- Claude Brasseur : M. Mahut
- Patrick Chesnais : Armand Tardieu
- Guillaume Toucas : Romain Maginot
- Liliane Rovère : Claude
- Sara Martins : Suzanne
- Lise Lamétrie : conseillère ANPE
- Isabelle Petit-Jacques : conseillère INPI
- Baya Kasmi : L'ouvrière rousse
- Hervé-Axel Colombel : Le boucher
- Michel Leclerc : chanteur du groupe Minaro